# Винтрион
Винтрион (Квинтрион; лат. Winrio или Quintrio; убит в 598 или 600) — герцог Шампани (585—598).

## Биография
Винтрион известен из нескольких раннесредневековых источников: в том числе, из «Истории франков» Григория Турского, хроники Фредегара, «Книги истории франков» и «Жития святой Глодесинды».
О происхождении Винтриона достоверных сведений не сохранилось. Ряд медиевистов считает его родственником герцога Шампани Лупа, возможно его внуком через сына Иоанна. Известно, что сестрой Винтриона была жившая в Трире монахиня Ротлинда.
Будучи подданным короля Австразии Хильдеберта II и его матери Брунгильды, в 585 году Винтрион получил от них титул герцога (лат. dux) Шампани, став здесь преемником смещённого в 581 году Лупа.
Однако уже в том же году против Винтриона в Шампани вспыхнул народный бунт, и герцог был вынужден бежать из своих владений. Он смог возвратиться в Шампань только через некоторое время, уже после того, как волнения утихли.
В 590 году Винтрион и двадцать других франкских герцогов (включая Авдовальда) собрали по приказу Хильдеберта II войско. Эта армия была направлена в Италию на помощь воевавшим с лангобардами византийцам. По пути в Италию воины Винтриона и Авдовальда разграбили окрестности принадлежавшего Австразии города Мец. В Италии войско франков разделилось: одна часть армии дошла до Милана, другая до Вероны. Хильдеберт II планировал, что его военачальники соединятся с экзархом Равенны Смарагдом и совместно начнут действовать против лангобардского короля Аутари. Однако из-за начавшейся в Италии летом эпидемии многие франки погибли. Это заставило Винтриона и Авдовальда раньше намеченного срока возвратиться на родину, куда они прибыли с богатой добычей. Возможно, успехи франков в походе против лангобардов привели к гибели короля Аутари, по некоторым данным, отравленного своими приближёнными.
По повелению короля Хильдеберта II герцог Винтрион вместе с Гундовальдом в 592 или 593 году совершил поход в Нейстрию против короля Хлотаря II. Однако в кровопролитном сражении при Суасоне австразийцы потерпели поражение от возглавлявшегося королём Хлотарем II и майордомом Ландериком войска нейстрийцев.
К тому же году относятся сведения о Витрионе как о патриции.
После смерти в 595 году Хильдеберта II и возведения на престол Австразии Теодеберта II Винтрион был среди тех знатных франков, которые поддержали передачу регентства над малолетним королём его бабке Брунгильде. Однако затем Винтрион примкнул к противникам Брунгильды. В 598 году он принял участие в организованном против неё заговоре, но тот был раскрыт. Все его участники понесли суровое наказание: по одним данным, Винтрион был казнён по приказу Брунгильды, по другим, погиб в бою. Когда это произошло, точно не известно. В хронике Фредегара сообщается о гибели Винтриона в «третий год правления короля Теодеберта II», но в трудах современных историков называются различные даты от 598 по 600 год включительно. Гибель Винтриона вызвала возмущение среди австразийской знати. В ответ Теодеберт II удалил Брунгильду от своего двора, и та должна была вместе с внуком Теодорихом II уехать в Мец.
О том, кто был непосредственным преемником Винтриона в должности герцога Шампани, сведений не сохранилось. Следующим известным герцогом Шампани был Ваймер, деятельность которого относится к 670-м годам.
Винтрион был женат на Годиле. Его единственной дочерью была Глодесинда, основательница аббатства в Меце.